# Funk metal
Funk metal es un género musical que surgió con la fusión de la música de la década de los ochenta incorporando los elementos de funk y heavy metal, este último normalmente alternativo, sobre todo en sus inicios. Algunos especialistas musicales señalan como influencia fundamental al mítico Jimi Hendrix para la posterior construcción de este género. Bandas como Deep Purple y sobre todo Led Zeppelin; tuvieron acercamientos a este tipo de fusiones a lo largo de la década de 1970. Sin embargo, hay cierto consenso que ubica como canción pionera de este género a Dragon Attack de Queen.  El Funk Metal destaca con riffs de guitarra complejos, muchas veces empleando repeticiones ligadas a una mayor estructura rítmica y protagonismo en las técnicas de bajo y batería, sustentándose en un groove pegadizo propio del Funk.  A veces se realizan rimas de estilo rap acercándose así más bien al rock alternativo/metal alternativo. Como el resto del heavy, es una forma de mostrar destreza instrumental. El funk metal ha evolucionado a mediados de los años 1980 cuando las bandas alternativas como Primus, Red Hot Chili Peppers, Mr. Bungle y Fishbone comenzaron a tocar el híbrido con un fuerte funk que sustenta el metal. Faith No More, grupo de este género, incursionó y aportó bastante en el rap metal. Rage Against the Machine contribuyó también al desarrollo del género, destacándose en su primer disco homónimo, de 1992. La revista Rolling Stone llama al grupo Living Colour como los " pioneros del Black-funk-metal" y a los fans de Primus como los "Hard-core-funk metal freaks". Otras bandas que han incursionado y son descritas con el funk metal son King's X, Korn, y Royal Crescent Mob.